# Ebony and Ivory
〈Ebony and Ivory〉는 폴 매카트니와 스티비 원더의 1982년 싱글이다. 그해 3월 29일에 발매되었다. 이 곡은 폴 매카트니의 음반 《Tug of War》에 수록되었다. 인종 화합을 노래한 것으로 큰 반향을 일으켰으며, 영국, 미국 두 나라에서 차트 1위에 올랐다. 〈Ebony and Ivory〉는 매카트니의 히트곡 모음집 《All the Best!》(1987)와 원더의 베스트 음반 《The Definitive Collection》(2002)에 재수록 되었다. 2013년, 빌보드는 곡을 빌보드 핫 100 차트 역대 가장 큰 성공을 거둔 곡 69위에 올렸다.

## 배경
피아노의 건반처럼 세상은 희고 검은 사람. 즉, 모든 인종들이 조화롭게 어울어져 살아야 한다는 인종 차별에 반대하는 메시지가 담겨져 있다. 제목은 스파이크 밀리건이 "검은 음표, 흰 음표, 그리고 여러분이 그 둘을 조화롭게 연주하는 겁니다!"라고 한 말을 들은 매카트니가 영감을 받아 지었다. 인종을 건반에 빗댄 것은 더 오래된 것으로, 제임스 애그레이의 범아프리카 저널의 제목 《The Keys》로 대중화되었지만, 최소 1840년대에 사용되어 온 것으로 간주된다.
작사는 매카트니 혼자서 했으며, 매카트니와 원더는 스튜디오에서 함께 라이브 공연을 했다. 하지만 작업 일정이 서로 충돌해서, 뮤직비디오에서 자신의 파트는 따로따로 녹음해야 했다(폴 매카트니가 《The McCartney Years》 3-DVD 박스 셋 코멘터리에서 설명함).
B 사이드의 싱글, 〈Rainclouds〉는 폴 매카트니와 데니 레인이 작사했다. 하지만 초기에 찍어낸 음반에는 폴 매카트니의 이름만 올라가 있었다.

## 차트 순위
〈Ebony and Ivory〉는 빌보드 핫 100의 정상을 7주 동안 차지하여, 1982년 네번째로 큰 성공을 거둔 곡이 되었다. 매카트니에겐, 후기 비틀즈의 어떤 곡보다도 오래 차트 정상에 머물러 있었으며, 원더에겐, 가장 길게 차트의 정상에 머무른 곡이였다. 비틀즈의 멤버가 발매한 싱글 중 빌보드 R&B 차트에서 처음으로 성공한 곡이 되었다. 또한 28번째로 빌보드 1위를 차지한 매카트니의 음반이기도 하다.
2008년, 곡은 빌보드의 사상 최고의 곡에서 59위를 차지했다. 2013년, 빌보드 사상 최고로 핫한 곡에서 69위를 차지했다.

## 반응
곡의 의도와는 반대로 흑백문제를 가벼이 다루었다는 이유로 비난을 들었다. 블렌더는 〈Ebony and Ivory〉를 사상 최악의 곡 10위에 올렸다. 2007년 10월, 영국 BBC 라디오 청취자들은 이 곡을 역사상 최악의 듀엣 곡으로 선정했다.
당시 아파르트헤이트가 시행되고 있던 남아프리카 공화국에서는 금지곡 리스트에 오르기도 했다. 곡이 금지된 공식적인 이유는 스티비 원더가 넬슨 만델라의 이름으로 아카데미 주제가상을 받았기 때문이다.

## 곡 목록
7인치 싱글 (R 6054)
1. "Ebony and Ivory" - 3:41
2. "Rainclouds" - 3:47

12인치 싱글 (12R 6054)
1. "Ebony and Ivory" - 3:41
2. "Rainclouds" - 3:47
3. "Ebony and Ivory" (솔로 버전) - 3:41

## 구성
- 폴 매카트니: 보컬, 베이스 기타, 기타, 피아노, 신시사이저, 보코더, 타악기, 코러스
- 스티비 원더: 보컬, 전자 피아노, 신시사이저, 드럼, 타악기, 코러스

## 차트 실적
| 차트 (1982)                        | 최대 위치 |
| ---------------------------------- | --------- |
| 호주 켄트 뮤직 리포트              | 2         |
| 호주 싱글 차트                     | 3         |
| 캐나다 CBC 탑 싱글                 | 1         |
| 독일 미디어 컨트롤 싱글 차트       | 1         |
| 아일랜드 싱글 차트                 | 1         |
| 일본 오리콘 싱글 차트              | 26        |
| 일본 오리콘 인터네셔널 차트        | 1         |
| 뉴질랜드 RIANZ 싱글 차트           | 2         |
| 노르웨이 VG-lista 싱글 차트        | 1         |
| 스페인 AFYVE 싱글 차트             | 1         |
| 스웨덴 싱글 차트                   | 2         |
| 스위스 싱글 차트                   | 2         |
| 영국 싱글 차트                     | 1         |
| 미국 빌보드 핫 100                 | 1         |
| 미국 빌보드 어덜트 컨템퍼러리 차트 | 1         |

| 차트               | 순위 |
| ------------------ | ---- |
| 미국 빌보드 핫 100 | 69   |